# System 22
System 22 är ett andningshjälpmedel som används för att ge ett motstånd vid utandning, så kallad positivt exspiratoriskt tryck eller PEP. Det består av en ventil med utbytbara motstånd. Genom det ökade motståndet vid utandning underlättas slemmobilisering samtidigt som man motverkar emfysem och atelektaser samt förbättrar djupandning. System 22 provas ofta ut av sjukgymnast.